# Мікеле Піццирилло
Мікеле Піццирилло (італ. Michele Piccirillo; 29 січня 1970, Модуньо, Барі) — італійський професійний боксер, чемпіон Європи за версією EBU (1997), чемпіон світу за версією WBU (1998—2000), чемпіон світу за версією IBF (2002—2003) в напівсередній вазі, чемпіон Європи за версією EBU (2006—2007) в першій середній вазі, призер чемпіонату Європи серед аматорів.

## Аматорська кар'єра
На чемпіонаті світу 1989 Мікеле Піццирилло програв в другому бою Нергуїн Енхбат (Монголія).
На чемпіонаті Європи 1991 здобув перемоги над Нейлом Гу (Ірландія) та Стаматіосом Колетрасом (Греція), а у півфіналі програв Андреасу Цюлов (Німеччина).
На чемпіонаті світу 1991 програв в першому бою Вернону Форрест (США).
На Олімпійських іграх 1992 переміг у першому бою Ануширвана Нур'яна (Іран), а в другому програв Їрі К'ялл (Фінляндія), після чого вирішив перейти до професійного боксу.

## Професіональна кар'єра
Протягом 1992—1996 років провів 17 переможних боїв. 26 квітня 1996 року вийшов на бій за вакантний титул чемпіона Європи за версією EBU в першій напівсередній вазі проти Сорена Сондергаарда (Данія) і зазнав поразки за очками.
29 листопада 1997 року Піццирилло вийшов на бій за вакантний титул чемпіона Європи за версією EBU в напівсередній вазі проти британця Джеффа Маккріша і нокаутував суперника у дев'ятому раунді.
4 травня 1998 року вийшов на бій проти співвітчизника чемпіона світу за версією WBU Алессандро Дюрана і, нокаутувавши його, відібрав звання чемпіона. Провів вісім успішних захистів титула.
13 квітня 2002 року відбувся бій за вакантний титул чемпіона світу за версією IBF в напівсередній вазі між Мікеле Піццирилло та американцем Корі Спінксом, і Піццирилло здобув перемогу одностайним рішенням суддів. 22 березня 2003 року в матчі-реванші італієць програв Спінксу, втративши титул.
13 серпня 2005 року відбувся бій за вакантний титул чемпіона світу за версією WBC в першій середній вазі між Мікеле Піццирилло та нікарагуанцем Рікардо Майоргою, і Піццирилло зазнав поразки одностайним рішенням суддів.
В наступному бою 10 березня 2006 року переміг Лукаша Конечни (Чехія) і завоював вакантний титул чемпіона Європи за версією EBU в першій середній вазі.
1 грудня 2007 року вийшов на бій проти чемпіона світу за версією WBC в першій середній вазі Вернона Форрест (США). Взяти реванш за поразку на чемпіонаті світу 1991 у італійця не вийшло — Форрест нокаутував претендента в одинадцятому раунді.
6 березня 2009 року Мікеле Піццирилло здійснив ще одну спробу завоювати вакантний титул чемпіона Європи за версією EBU в першій середній вазі, але програв британцю Джеймі Муру і завершив кар'єру.